# Bordezac
Bordezac – miejscowość i gmina we Francji, w regionie Oksytania, w departamencie Gard.
Według danych na rok 1990 gminę zamieszkiwało 430 osób, a gęstość zaludnienia wynosiła 48 osób/km² (wśród 1545 gmin Langwedocji-Roussillon Bordezac plasuje się na 549. miejscu pod względem liczby ludności, natomiast pod względem powierzchni na miejscu 807.).